# Seznam písní R. A. Dvorského
Toto je seznam písňové tvorby, které nazpíval nebo ke kterým složil hudbu R. A. Dvorský.

## Seznam
pozn.
- Písničková tvorba: píseň – duet – (autor hudby / autor textu písně); (h: /t:) – doposud nezjištěný autor hudby nebo textu
- Hudební tvorba: píseň – interpret – (autor hudby – t:); (t:/) – doposud nezjištěný autor textu

- (na doplnění)

## B
- Bel ami – (Theo Mackeben / Karel Kozel)
- Boo Hoo – (Ed Heyman, Carmen Lombardo, John Jacob Loeb, č. t. Ruda Jurist)

## C
- Cikánka – (Karel Vacek / Karel Vacek) – tango

## D
- Dárek na památku (1948) – (Leopold Korbař / Jaroslav Moravec)
- Dávno vím – (h: /t:)
- Der erste kuss – (h: /t:)
- Děkuji, bylo to krásné (Danke schon, es war bezaubert) – (Ernst Sennhofer, R. Danberg / Karel Tobis a Václav Špilar)
- Děvčátko krásné – (h: /t:)
- Die männer sind schon die liebe wert – (h: /t:)
- Dívka v rytmu zrozená – (Alfons Jindra / Jaroslav Moravec) – foxtrot
- Dobrou noc – (h: /t:)

## H
- Hádej, hádej – R. A. Dvorský a Sestry Allanovy – (Jiří Traxler / Karel Kozel)
- Heimat, deine sterne – (Werner Bochmann / Erich Knauf)
- Hezká vzpomínka – (Karel Hašler / Karel Hašler)
- Hm, hm, ach ty jsi úžasná – (Leopold Korbař / Jaroslav Moravec)
- Hodiny spí – (Alfons Jindra / Jaroslav Moravec)
- Hrály dudy – (Kamil Běhounek / Karel Kozel)
- Hudba, hudba jen (Musik, Musik, Musik) – (Peter Kreuder / Jan Fifka)

## Ch
- Chladné polibky – (Václav Pokorný / Jiří Aplt)
- Chyťte brouka – (Alfons Jindra / Jaroslav Moravec)

## I
- Ich will nicht wissen, wer du bist! – (h: /t:)

## J
- Jediný den – (h: /t:)
- Jedu nocí – (Jiří Traxler / Karel Kozel)
- Jen se s písničkou smát (With A Smile And Song) – (Frank Churchill / E. A. Saudek)

## K
- Kamarád – (h: /t:)
- Každý si rád zavolá – (Gejza Dusík / t:)
- Kind, du brauchst nicht weinen – (h: /t:)
- Když láska mizí – (Jiří Traxler / Karel Kozel)
- Kousek modrého nebe – (Gejza Dusík / Pavol Braxatoris) – tango

## L
- Lepší něco nežli nic – (h: /t:)
- Letí šíp savanou – (Ríša Jurist / Ruda Jurist)

## M
- Maga rég nem lesz a világon – (h: /t:)
- Má hawai, země lásky – (h: /t:)
- Malá holčičko (Little Old Lady) – (h: /t:)
- Mám já děvče chladné – (h: /t:)
- Melody Boys – (h: /t:)
- Měsíc za mřižemi – (Alfons Jindra / Jaroslav Moravec)
- Mlčení ve dvou – (Alfons Jindra / Jaroslav Moravec)

## N
- Návrat – ( Kamil Běhounek / Karel Kozel)
- Nevěř, hochu můj – (h: /t:)

## P
- Pár kouzel znát – R. A. Dvorský a Sestry Allanovy – (h: /t:)
- Píseň plantáže – (h: /t:)
- Peter, Peter... – R. A. Dvorský a Sestry Allanovy – (h: /t:)
- Plaménky v očích Tvých – (Alfons Jindra / Jaroslav Moravec)
- Pohádka o konvalinkách – (R. A. Dvorský / Jan Pixa)
- Potkal jsem svůj sen – (Jiří Traxler / Jiří Traxler)
- Pra- pra- prabába mé prabáby – (Jaroslav Ježek / Jiří Voskovec a Jan Werich)
- Praho, já tě mám rád – (R. A. Dvorský / Jiřina Fikejzová)
- Proč se na mě modré oči smály (Eduard Ingris / Eduard Ingris)
- Přijď políbit ústa má – (h: /t:)
- Psáno je ve hvězdách – (Alois Jindra / Jaroslav Moravec)
- Půjdem spolu rájem – (h: /t:) – tango

## S
- Sám já chodívám rád – (Eman Fiala / Josef Gruss)
- Sám s děvčetem v dešti – (Kamil Běhounek / Karel Kozel)
- Sen – (h: /t:)
- Serenáda za usměv (Penny Serenade) – (Melle Weersma a Hal Hallifax / Karel Kozel)
- Schlaf, mein liebling – (h: /t:)
- Sing - Sing – (R. A. Dvorský / L. Hvížďalová)
- Sladce mě líbej – (Alfons Jindra / Jaroslav Moravec)
- Slovenská romance – (h: /t:)
- Slovník lásky – (Jaroslav Ježek / Vítězslav Nezval) – english waltz
- Směj se jen – (h: /t:)
- Snad už zítra – (h: /t:)
- Soumrak (Stíny se pomalu dlouží) – R. A. Dvorský a Sestry Allanovy – (Jiří Traxler / Karel Kozel)
- Split – (h: /t:)

## T
- Teď raději mlč – (Jiří Traxler / Jiří Traxler)
- The Lambeth-Walk (Noel Gay a Douglas Furber / Jan Polach a Jiří Žalman)
- Tisíc mil – (A. Šechter / J. Mlejnek)
- Ty jsi mé štěstí – (h: /t:)
- Ty jsi moje slunce – (h: /t:)

## U
- Ukolébavka – R. A. Dvorský a Hana Vítová (Dol Dauber / Daisy Jelenová) – píseň z filmu Krb bez ohně (1937, režie Karel Špelina)

## V
- Večer s Vámi – (h: /t:)
- Věřím vám (Tornerai) – (Dino Olivieri / Karel Kozel)
- Vím, proč si mě nevšímáš (Vous qui passez sans me voir) – (John Lambert, Andre Hess, Paul M. Misrachi, Charles Louis, A. Tenet / č. t. Oldřich Nový)
- V Kentucky, tam je srdce mé – (Douglas Wilson / J. V. Šmejkal a Karel Šlik)
- Von mir aus kann's regnen... – R. A. Dvorský a Sestry Allanovy – (h: /t:)
- Vzpominky – (h: /t:)

## W
- Was tut man nicht alles aus liebe – (h: /t:)
- Wer verliebt ist, braucht musik – R. A. Dvorský a Sestry Allanovy – (h: /t:)

## Z
- Ze všech žen – (h: /t:)
- Zbytečná slova – (Jiří Traxler / Karel Kozel)
- Zeit muss man haben – (h: /t:)
- Ztratil jsem tvůj smích – (Jiří Traxler / Karel Kozel)

## Podle roku
- 1948
  - Dárek na památku